# اوساونیتسا (نووی پازار)
اوساونیتسا (به صربی: Osaonica) یک منطقهٔ مسکونی در صربستان است که در نووی پازار واقع شده‌است.